# Can Daniel (C. del Pont,Santa Pau)
Can Daniel és una casa de Santa Pau (Garrotxa) inclosa a l'Inventari del Patrimoni Arquitectònic de Catalunya.

## Descripció
És una casa de planta baixa amb dues gras portes d'accés i dos pisos superiors. Va ser bastida amb carreus ben tallats als angles de la casa i les obertures i amb pedra grollera la resta de murs. En una finestra del primer pis s'ha conservat la data de construcció de la casa: 1587 i el dibuix de dues roses encerclades. Fa pocs anys va ser acuradament restaurada.

## Història
La vila de Santa Pau deu la gran empenta constructiva als seus barons. A finals de l'època feudal es va bastir tot el reducte fortificat: muralles, castell, plaça porticada o firal dels bous i grans casals. Poc després es va bastir la Vila Nova, fora muralles, al vol de la Plaça de Baix; cal destacar els casals de Can Daniel i Can Cortada. Al segle xviii es construïren les cases del carrer del Pont i les del carrer de Sant Roc. En el segle passat s'edificaren les cases del Carrer Major.